# Área de Conservação da Paisagem de Kurese
A Área de Conservação da Paisagem de Kurese é um parque natural situado no condado de Pärnu, na Estónia.
A sua área é de 525 hectares.
A área protegida foi designada em 1976 para proteger a encosta de Salumägi e os seus arredores.